# Hôtel de la Caisse d'épargne d'Albi
L'hôtel de la Caisse d'épargne est un bâtiment du début du XXe siècle situé à Albi, en France.

## Situation et accès
L'édifice est situé au no 11 de la place Jean-Jaurès au sud du centre-ville d'Albi, et plus largement au nord du département du Tarn.

## Histoire

### Concours
À la fin de 1909, un concours pour la construction d'un hôtel de la Caisse d'épargne est ouvert jusqu'au 31 mars 1910 aux architectes diplômés du gouvernement et aux architectes lauréats de concours pour la construction d'autres hôtels de caisses d'épargne, à condition qu'ils résident dans le Tarn ou dans les départements limitrophes (à savoir Tarn-et-Garonne, Aveyron, Hérault, Aude et Haute-Garonne). Ce concours est remporté par l'architecte départemental Léon Daures.

### Fondation et inauguration
On construit l'hôtel place du Manège — renommée place Jean-Jaurès après la Première Guerre mondiale — sur l'emplacement de la maison Costes, établissement de vins et distillerie au premier étage duquel la Caisse d'épargne siège depuis 1886. La cérémonie d'inauguration du nouvel hôtel a lieu en 1913.

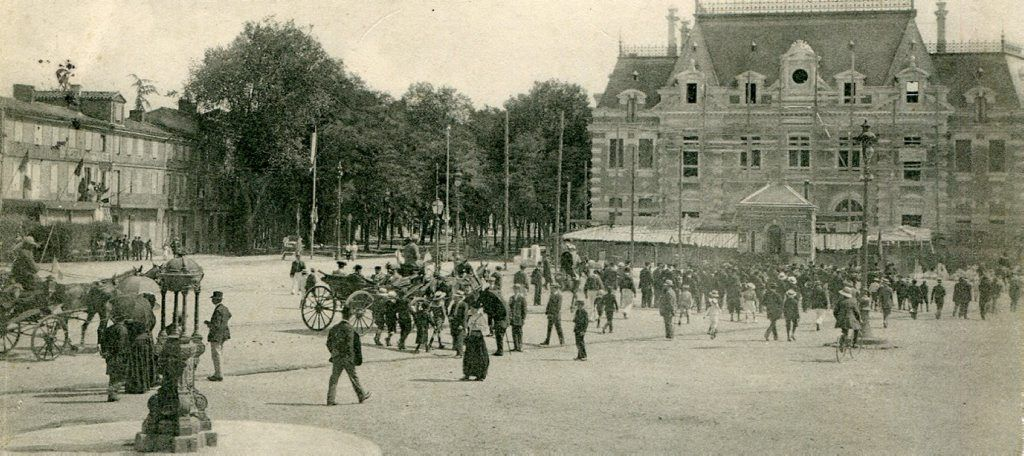
Hôtel de la Caisse d'épargne en construction sur la place du Manège, en 1912[4].

## Structure
L'édifice combine pierre blanche et brique rouge. Il s'élève sur trois niveaux et évolue sur neuf travées symétriques. Une horloge couronne le deuxième étage.